# Primas Hungariae

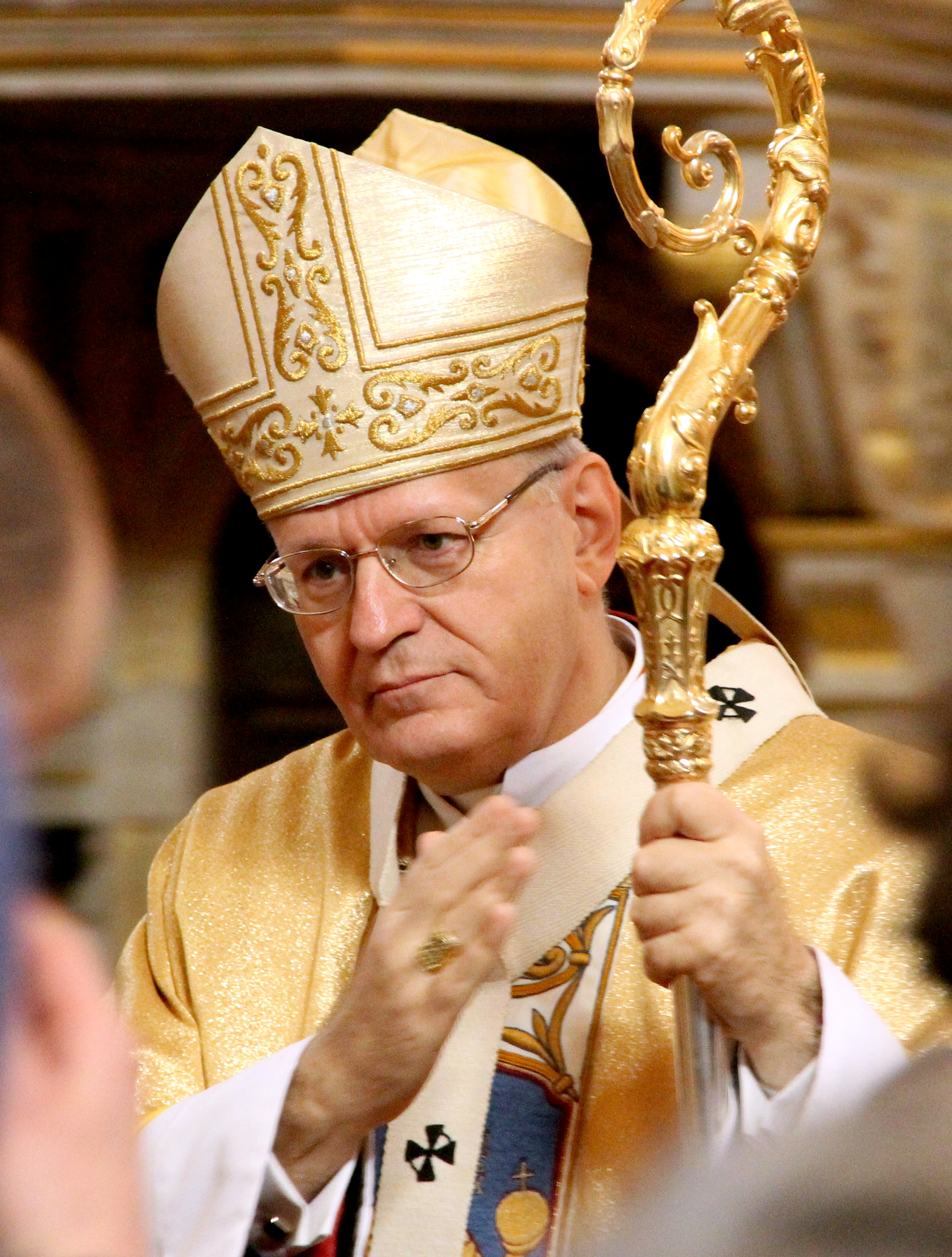
Maďarský primas Péter Erdő v roce 2011

Primas Hungariæ, nebo primas regni Hungariæ neboli (arcibiskup) primas maďarský, respektive uherský je čestný titul, který je automaticky udělován zvolenému arcibiskupovi ostřihomsko-budapešťské arcidiecéze. Podle tradice také korunuje uherské a maďarské krále.
Současným primasem je Péter Erdő.

## Titul
S titulem arcibiskupa ostřihomského, resp. primase uherského, byla spojena hodnost knížete-arcibiskupa, který měl v Uherském království velkou vážnost a autoritu. Ze svého titulu byl uherský primas zmocněn svoláváním národní rady. 
Dále mu náležel titul Legatus natus, který opravňoval k určitým výsadám na území své misie (území vymezeném papežem), jednal přímo s Římem. Taktéž měl pravomoci navštěvovat ostatní biskupské katedry a kláštery v Uhersku (Maďarsku), s výjimkou opatství sv. Martina v Pannonhalmě (S. Martinus em Monte Pannoniæ).
Od roku 1715 byl uherský primas kancléřem a knížetem Svaté říše římské. 